# Alexander (yacht)
Pour les articles homonymes, voir Alexander.
Le yacht Alexander est un des plus grands yachts à moteur de luxe privés du monde, construit en 1966 au chantier Lubecker Flender Werke à Lübeck en Allemagne et réaménagé en 1987 pour le transformer en yacht-charter.
L'architecture navale a été conçue par Lubecker Flender Werke, ainsi que le design de l'extérieur.
Auparavant connu sous le nom de Regina Maris, ce yacht a été acheté par le magnat grec d'expédition John S. Latsis. Le yacht a été vendu par la famille Latsis en 2015; il appartient désormais à  la famille royale d'Arabie saoudite. De 1985 à 1987, ce yacht privé est reconverti en yacht-charter dans les chantiers Hapag-Lloyd en Allemagne. Il subit deux autres retrofits en 1998 et 2008
L’Alexander est conçu suivant les normes Maritime and Coastguard Agency (MCA).
En 2013, l’Alexander est le seizième plus grand yacht du monde, avec une longueur de 121,95 mètres (400,10 pieds).

## Caractéristiques
La coque de l’Alexander est en acier, ainsi que sa superstructure, d'une longueur de 121,95 mètres (400,10 pieds) de long pour une largeur de 16,9 m, d'un tirant d'eau de 5,75 m, le tout pour une jauge brute de 5 933 t.
Propulsé par deux moteurs diesel MAN modèle G10V-52/74MA d'une puissance totale de 8 050 ch (6 003 kW), le yacht atteint une vitesse de croisière de 16,5 nœuds (30,6 km/h) avec une vitesse maximum de 18,5 nœuds (34,2 km/h) grâce à deux hélices ; les moteurs sont alimentés par un réservoir de 423 530 litres.
Le yacht Alexander dispose de 40 cabines pour ses clients, dont 39 sont des chambres doubles et une simple. Le yacht dispose également d'une suite pour le propriétaire du yacht, qui se compose d'un salon, une chambre et une salle de bains spacieuse.
Le yacht dispose d'une salle de réunion, une salle de conférence, une salle de cinéma privée, un grand salon, et un petit restaurant, un petit hôpital, une salle de sport, des connexions Wi-Fi à bord, la télévision par satellite. Il y a deux bars extérieurs et deux espaces jacuzzi et bains de soleil, ainsi qu'une piscine. Il dispose également d'une hélisurface pour hélicoptère.
Pour les activités marines, il est équipé de six annexes à moteurs et de motomarines.

### Sources
- (en) Cet article est partiellement ou en totalité issu de l’article de Wikipédia en anglais intitulé « Alexander (yacht) » (voir la liste des auteurs).
- Alexander , sur Charterworld.com